# Signpost Corner

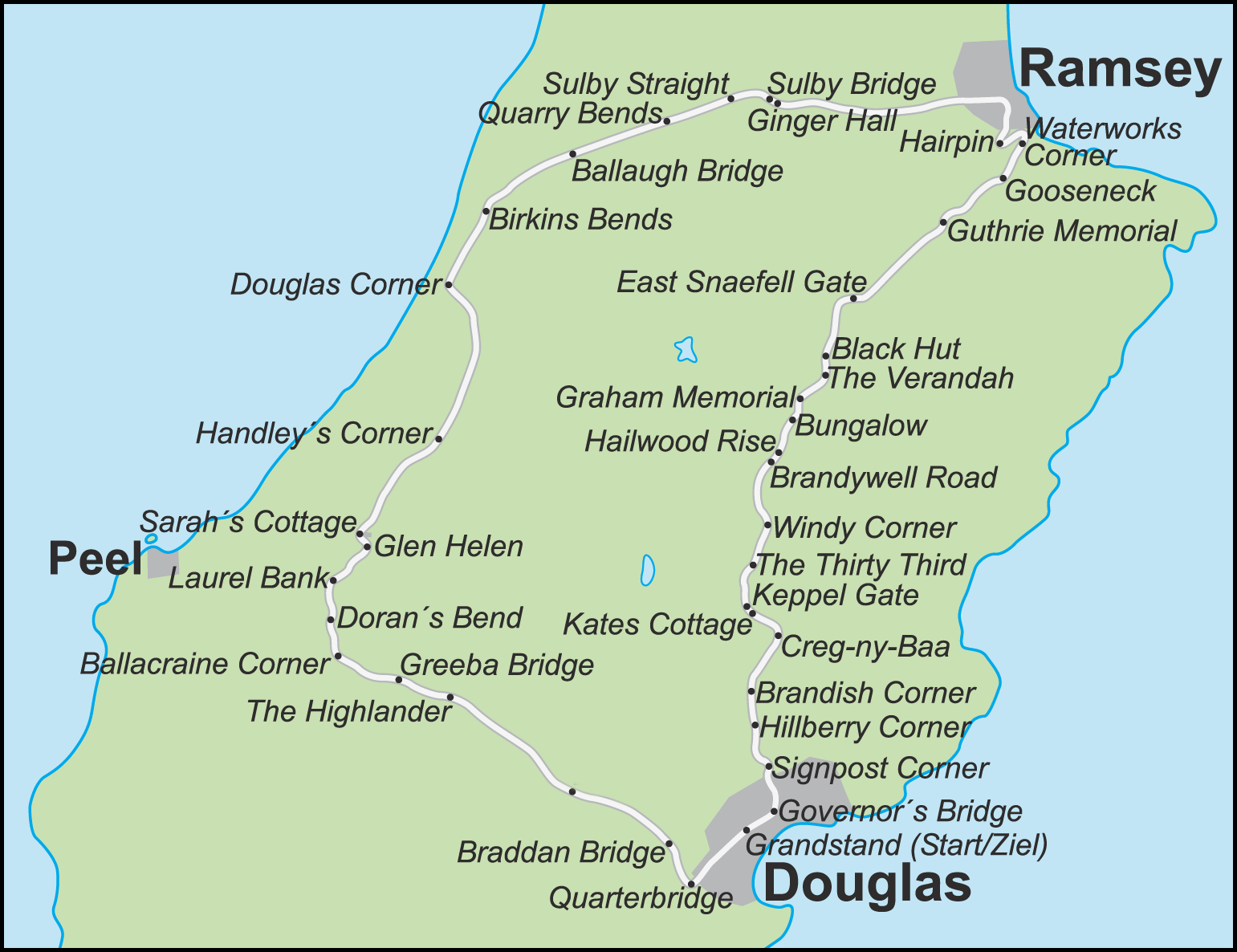
Signpost Corner ligt in het noordelijk deel van Douglas, tussen Hillberry Corner en Governor's Bridge.

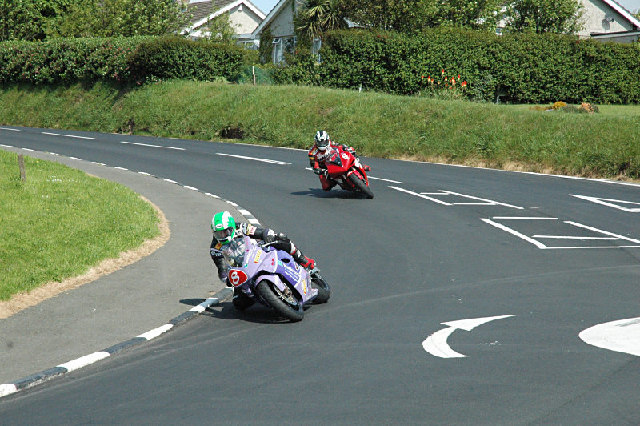
Coureurs draaien bij Signpost Corner rechtsaf

Signpost Corner is een 105° bocht naar rechts in de Snaefell Mountain Course, het stratencircuit dat wordt gebruikt voor de Isle of Man TT en de Manx Grand Prix.
Het ligt op een driesprong in de civil parish Onchan in de stad Douglas op het eiland Man. De driesprong wordt gevormd door de A18 Bemahague Road en de B11 Avondale Road. 

## Isle of Man TT en Manx Grand Prix
Al vanaf het begin kent de Isle of Man TT een interval-start. Coureurs starten een voor een met een vaste tussentijd. Pas aan het einde van de race kan dus worden vastgesteld wie er gewonnen heeft. Teams proberen wel altijd de tussentijden van de concurrentie te achterhalen en door te geven. Al in de jaren twintig had het team van BMW een telefoonverbinding met Ramsey, waardoor men de daar passerende rijders kon waarschuwen als een tegenstander sneller was of juist tot rustig rijden kon manen als de overwinning zeker was. De TT-organisatie zelf moest ook proberen al vóór het passeren van start/finish te achterhalen wie er naderde. Daarom werd het circuit in 1920 verlengd tot haar huidige lengte doordat men bij Cronk-ny-Mona linksaf ging waardoor Signpost Corner, Bedstead Corner, The Nook en Governor's Bridge in het parcours werden opgenomen. De hoek Bemahaque Road/Avondale Road werd ingericht als seinpost. De seinpost was telefonisch verbonden met de TT Grandstand, de start/finishplaats ongeveer 2 km verder op Glencrutchery Road in Douglas. TT-officials konden dan met behulp van lampen aan de teams en race-officials aangeven wie er aan kwam. Daardoor konden de Manx scouts ook makkelijker en sneller het scorebord bijhouden. Vanaf Signpost Corner werden ook de teams gewaarschuwd zodat ze zich konden voorbereiden op een pitstop, want men moest tijdens bijna alle wedstrijden tussentijds tanken. De seinpost stond aanvankelijk bij Governor's Bridge, maar toen de snelheden toenamen werd hij verplaatst naar Signpost Corner en intussen is hij nog verder teruggebracht naar Cronk-ny-Mona.

## Circuitverloop
De coureurs naderen Signpost Corner vanuit Cronk-ny-Mona via een tweetal snelle linker bochten en een blinde helling ongeveer 200 meter voor Signpost Corner. De bocht zelf wordt het meest omschreven als "tricky", doordat er eerst een kleine afdaling zit waardoor de bocht makkelijk te snel genomen wordt. De coureurs zeggen ook dat ze soms met hun gedachten al bij de pitstop zijn, waardoor hun concentratie verslapt. Ondanks het feit dat de bocht tamelijk ruim is, moet er hard worden geremd. Daarom laten de meeste coureurs tegenwoordig al vóór de helling het gas iets los, om het remmen te vergemakkelijken. In 1921 brak het stuur van Bert Kershaw tijdens de trainingen omdat hij hard remde voor Signpost Corner, en in de derde ronde van de race gebeurde hetzelfde. In die tijd bestond de binnenbocht nog uit een stenen muur, die de bocht onoverzichtelijk maakte. Wie te laat remt kan Avondale Road als vluchtweg gebruiken en daarom mag daar ook geen publiek staan. Coureurs die de bocht te snel aansnijden komen terecht in het hoge talud in de buitenbocht, dat ook na de bebouwing van het gebied in de jaren negentig behouden is. Over het algemeen komen ze zonder ernstige verwondingen vrij, en Phil Haslam slaagde er in 1973 zelfs in de eerste ronde boven 100 mijl per uur in de Manx Grand Prix te rijden nadat hij het talud hier geraakt had.

## Werkzaamheden bij Signpost Corner
- In 1923 werd Signpost Corner verbeterd: de weg werd breder en waarschijnlijk werd rond die tijd ook voor het eerst tar-macadam toegepast.
- In 1953 vonden verbeteringen plaats in het noordelijk deel van Douglas: verbreding bij Bedstead Corner, verhoging van de weg bij Signpost Corner en bij Cronk-ny-Mona.
- In de winter van 1953-1954, toen de Clypse Course in gebruik moest worden genomen, moest (waarschijnlijk voor de zijspanklasse) de weg worden verbreed op de A18 bij Creg-ny-Baa, Signpost Corner, Cronk-ny-Mona en op de weg richting Governor's Bridge. De Clypse Course volgde ook niet de gebruikelijke route: de coureurs kwamen nu vanaf Avondale Road en gingen linksaf. De stenen muur in de binnenbocht van de Mountain Course stond nu in de buitenbocht van de Clypse Course en werd weggehaald. Dat maakte ook voor de Mountain Course hogere snelheden mogelijk.
- In 2008 begon een groot programma van wegverbredingen, een rotonde bij Signpost Corner en een nieuwe verbindingsweg tussen Signpost Corner en Governor's Bridge, waarbij bomen gekapt moesten worden op het Bemahague landgoed waar ook het gouvernementsgebouw van Man op staat. In juli en september werd de waterafvoer verbeterd. De races gingen in 2008 over de originele A18 Bemahague Road parallel aan de nieuwe verbindingsweg.
- In de winter van 2010 werden reparatiewerken uitgevoerd bij Cronk Urleigh en de 13e mijlpaal. Het kruispunt bij Signpost Corner werd veranderd en de waterafvoer en het wegdek werden verbeterd.

## Trivia

### Diskwalificatie
In 1936 ging Jimmie Guthrie vijf ronden lang aan de leiding van de Junior TT, maar hij moest tussen Hillberry Corner en Signpost Corner zijn ketting vervangen. Zijn teamgenoot Freddie Frith nam de leiding over. In de zesde ronde kreeg Guthrie bij Parliament Square in Ramsey de zwarte vlag omdat hij hulp van buitenaf zou hebben gekregen. Guthrie reed gewoon door en eindigde als vijfde. Na de race bestormde het publiek de baan, protesteerde Norton en erkende de Auto-Cycle Union haar fout. Guthrie kreeg het prijzengeld voor de tweede plaats. In de eindstand bleef hij vijfde, waar Norton vrede mee had omdat dat voldoende was voor de constructeursprijs.

### Remmen in brand
In 1978 kwam Mike Hailwood na elf jaar terug om op het eiland Man te racen. Hij sprak met coureurs als Mick Grant en stond versteld van de snelheden die er intussen gereden werden. Samen met Grant, Jim Scaysbrook en Jeff Sayle gebruikte Hailwood een Rover 3500 om het circuit te verkennen. Bij Creg-ny-Baa roken de inzittenden al een brandlucht, maar Mike Hailwood, die inmiddels ook autocoureur was geworden, reed op topsnelheid door. Bij Signpost Corner trapte hij het rempedaal op de vloer en hij moest de auto in Avondale Road met de handrem tot stilstand brengen. De achterremmen bleken in brand te staan.

### His light is on at Signpost
Deze uitspraak werd vaak gebruikt tijdens de Manx Grand Prix en de Isle of Man TT, als geruststelling voor alle belanghebbenden (teamleden en fans) dat een coureur in aantocht was. Het kreeg de betekenis van "hij is er bijna", ook in figuurlijke zin. Waarschijnlijk gebruikte de schrijver George MacDonald Fraser in 2002 de titel "The Light's on at Signpost" daarom voor zijn memoires, want hij was toen al 77 jaar oud.
(Markante punten in cursief zijn onofficiële punten of worden alleen gebruikt binnen Marshal Sectors)
1e mijl:
TT Grandstand ·
Nobles Park ·
St Ninian's Crossroads ·
Bray Hill ·
Ago's Leap ·
Quarterbridge Road ·
1st Milestone ·
2e mijl:
Wal Handley Memorial Seat ·
Quarterbridge ·
Port-y-Chee Meadow ·
Braddan Bridge ·
Jubilee Oak ·
Braddan Bridge House ·
Braddan Depot ·
Snugborough (Cronk Dhoo) ·
2nd Milestone ·
3e mijl:
Union Mills (Mullen Dhoo, Mwyllin Dhoo Aah, Mullin Doway) ·
Railway Inn ·
Ballahutchin Hill (Elm Bank Hill) ·
3rd Milestone ·
4e mijl:
Ballafreer ·
Glenlough ·
Ballagarey Corner ·
Glen Vine (Glen Darragh) ·
Ballabeg ·
4th Milestone ·
5e mijl:
Crosby ·
Crosby Left (Vicarage Corner) ·
Crosby Cross-Roads ·
5th Milestone ·
6e mijl:
Crosby Hill (Ballaglonney Hill of Halfway Hill) ·
Halfway House (The Waggon & Horses) ·
St Trinian's ·
The Highlander ·
Greeba Verandah ·
Pear Tree Cottage ·
Greeba Castle ·
6th Milestone ·
7e mijl:
Appledene (Shimmin's Corner) ·
Central Valley (Greeba Gap) ·
Greeba Bridge ·
The Hawthorn ·
Knock Breck ·
Gorse Lea ·
7th Milestone ·
8e mijl:
Ballagarraghyn ·
Ballacraine ·
Ballaspur ·
Ballig ·
8th Milestone ·
9e mijl:
Ballig Bridge ·
Doran's Bend ·
Laurel Bank ·
9th Milestone ·
10e mijl
Glen Moar Mill ·
Black Dub ·
Quarter-Distance Marker ·
The Vaish ·
Glen Helen (Glen Rhenass) ·
Sarah's Cottage ·
Creg Willey's Hill ·
10th Milestone ·
11e mijl:
Lambfell Beg ·
Lambfell (Moar) Cottage ·
Cronk-y-Voddy (Cronk-y-Voddy Straight) ·
Cronk-y-Voddy Cross Roads ·
Molyneux's ·
Cronk Bane Farm ·
11th Milestone ·
12e mijl:
Drinkwater's Bend ·
Handley's Corner (Cronk-y-Fedjag, Ballamenagh) ·
12th Milestone ·
13e mijl:
McGuinness's (Shoughlaigue Bridge) ·
Ballaskyr ·
Barregarrow Cross Roads (Cronk Aashen) ·
Barregarrow ·
Little Bray ·
Barregarrow Bottom ·
Cammal Farm ·
Cronk Urleigh ·
13th Milestone ·
14e mijl:
Ballalonna Bridge ·
Westwood Corner ·
Ballakinnag ·
14th Milestone ·
15e mijl:
Douglas Road Corner ·
Glen Wyllin Corner ·
The Mitre ·
Dave Saville Memorial Seat ·
Kirk Michael ·
The White House ·
15th Milestone ·
16e mijl:
Birkin's Bend ·
Rhencullen ·
Bishopscourt ·
Bishopscourt Farm Bends ·
Bishopscourt Straight ·
Orrisdale North ·
16th Milestone ·
17e mijl:
Dub Cottage (Bishop's Dub) ·
Alpine Cottage ·
Balla Cobb ·
17th Milestone ·
18e mijl:
Ballaugh Bridge ·
Ballaugh ·
Gwen's ·
Ballacrye Corner ·
Ballacrye ·
18th Milestone ·
19e mijl:
Quarry Bends ·
Ballavolley ·
Wildlife Park ·
Sulby Straight ·
Half-distance Marker ·
19th Milestone ·
20e mijl:
Sulby ·
Sulby Glen Hotel ·
Sulby Crossroads ·
Sulby Bridge ·
20th Milestone ·
21e mijl:
Ginger Hall ·
Kerrowmoar ·
21st Milestone ·
22e mijl:
Glen Duff ·
Glentramman ·
Temple Corner (Water Through Corner) ·
Glentramman Loop Road ·
Churchtown ·
Caravan ·
22nd Milestone ·
23e mijl:
Lezayre War Memorial ·
Ballakillingan ·
Conker Fields ·
K-tree ·
Sky Hill ·
Milntown Cottage (Pinfold Cottage) ·
Milntown Bridge (Glen Auldyn Bridge) ·
Milntown ·
Gardener's Lane ·
23rd Milestone ·
24e mijl:
Lezayre Road ·
School House Corner (Crossags, Russel's Corner) ·
Parliament Square ·
Queen's Pier Road ·
Ramsey Depot ·
Cruickshanks Corner ·
May Hill ·
24th Milestone ·
25e mijl:
Whitegates ·
Stella Maris ·
Ramsey Hairpin ·
Little Gooseneck ·
Water Works Corner ·
Ballure Reservoir ·
Mountain Section ·
Tower Bends ·
25th Milestone ·
26e mijl:
Gooseneck ·
Joey's (26th Milestone) ·
27e mijl:
Guthrie's Memorial ·
The Cutting ·
27th Milestone ·
28e mijl:
Milligan's Bridge ·
Mountain Mile ·
28th Milestone ·
29e mijl:
Three-Quarter distance marker ·
Mountain Box (East Mountain Gate, East Snaefell Gate) ·
29th Milestone ·
30e mijl:
Casey's (Rice's Corner, George's Folly) ·
Black Hut (Stonebreakers Hut, Shepherd's Hut) ·
John Smyth Memorial Shelter ·
Verandah ·
30th Milestone ·
31e mijl:
Bungalow Bridge ·
Stonebridge ·
Les Graham Memorial ·
Bungalow Bends ·
McIntyre Box ·
Murray's Museum ·
Joey Dunlop Memorial ·
The Bungalow ·
31st Milestone ·
32e mijl:
Hailwood's Rise ·
Hailwood's Height ·
Brandywell (West Mountain Gate, Beinn-y-Phott Gate, Bungalow Gate) ·
Duke's (32nd Milestone) ·
33e mijl:
Windy Corner (Nobles Corner) ·
Nobles Park Road ·
Slieu Lhost Quarry ·
Thirty-Third (33rd Milestone) ·
34e mijl:
Keppel Gate (Clarke's Corner) ·
Kate's Cottage (Shepherd's House) ·
34th Milestone ·
35e mijl:
Creg-ny-Baa (the Keppel Hotel) ·
Gob-ny-Geay (Sunny Orchard) ·
35th Milestone ·
36e mijl:
Brandish Corner (Telegraph Hill, O'Donnell's en Upper Hillberry Corner) ·
Hillberry Corner ·
36th Milestone ·
37e mijl:
Glen Dhoo Farm ·
Hillberry Road ·
Cronk-ny-Mona ·
Johnny Watterson's Lane ·
Signpost Corner ·
Bedstead Corner ·
The Nook ·
37th Milestone ·
38e mijl:
Bemahague ·
Governor's Bridge ·
Governor's Dip ·
Glencrutchery Road ·
38th Milestone